# Рибарци (заличено село)
Вижте пояснителната страница за други значения на Рибарци.
Рибарци е историческо село в България, на територията на бившия Кюстендилски окръг.

## География
Рибарци се е намирало в зоната на българо-югославската граница, в Кюстендилски окръг, в северните райони на Кюстендилското Краище, по двата бряга на река Драговищица. Селото съществува до 1956 г., когато е заличено поради изселване.

## Население (до 1946 г.)
| Година    | 1866 | 1880 | 1900 | 1926 | 1934 | 1946 |
| Население | 117  | 224  | 248  | 52   | 69   | 17   |

## История
Рибарци е старо средновековно селище. В турски данъчни регистри от XVI век е записано като Рибарци (1570) и Горно и Долно Рибарци (1570).
През 1866 г. са регистрирани 18 домакинства със 117 жители. Селото е разпръснато, съставено от махалите: Грамагье, Капинчанье, Пепеливчанье, Трънчанье, Крушовица, Мечин дол и Геловска.
В края на XIX век селото има 5718 декара землище, от които 3289 дка гори, 2261 дка ниви, 97 дка ливади, 49 дка овощни градини, 22 дка мера и се отглеждат 44 коня, 139 говеда, 382 овце и 378 кози. Основен поминък на селяните са земеделието (ръж, ечемик и овес), животновъдството и домашните занаяти.
Върху основи на по стара църква е построена църквата „Света Петка“. Къщи паянтови, покъщнина бедна.
През 1919 година, след поражението на България в Първата световна война, основната част от селото остава в Сърбия, където съществува и днес - вижте Рибарци (Община Босилеград). Селото се изселва през периода 1946-1956 г. и през 1956 г. е заличено от списъка на населените места.